# Stephan Gottet

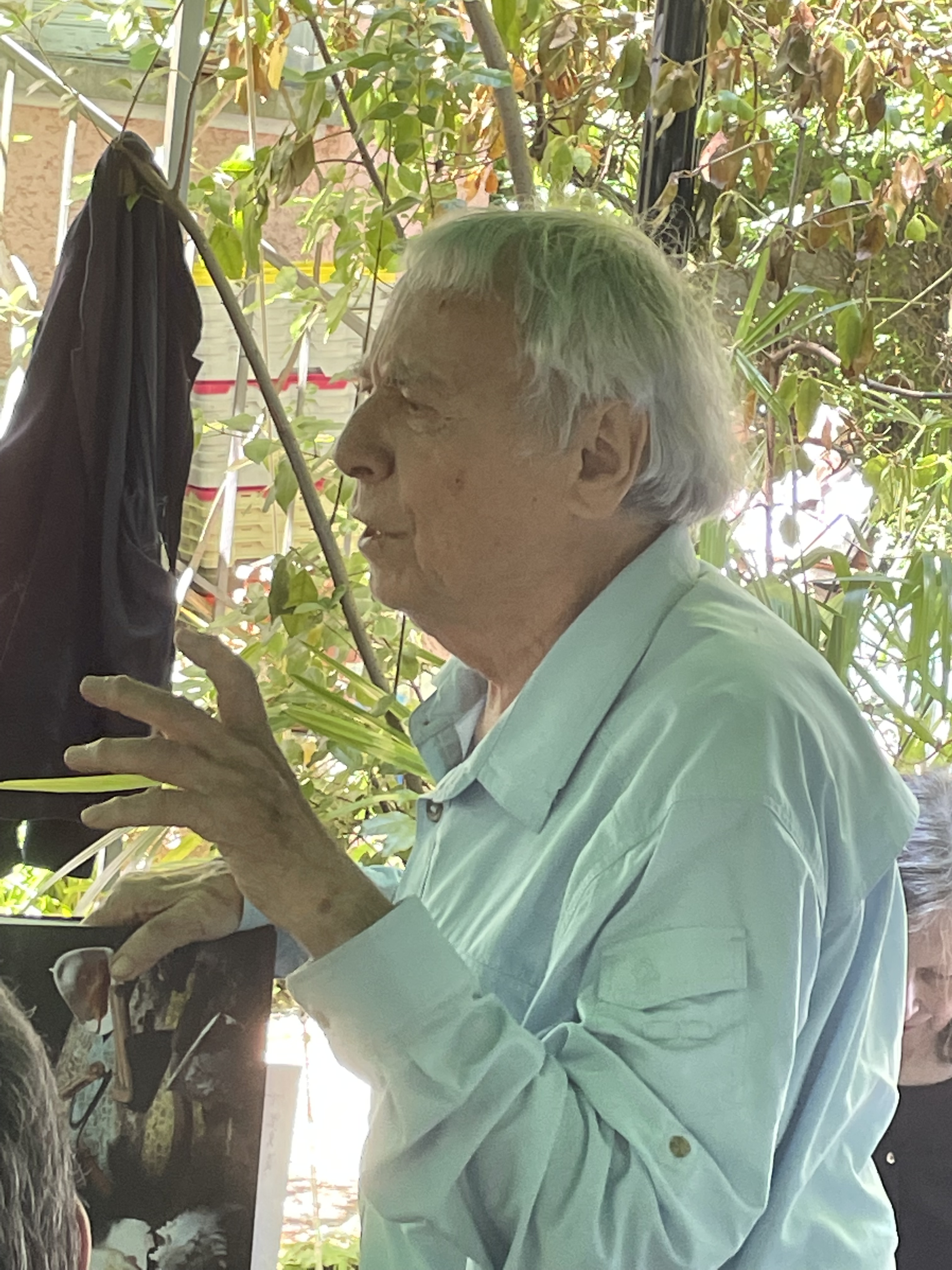
Stephan Gottet (2022)

Stephan Gottet (* 27. Juli 1940; † 24. Juli 2024 in Bremgarten AG) war ein Schweizer Zahnarzt und Buchautor.

## Leben
Stephan Gottet ist geboren und aufgewachsen im aargauischen Bremgarten. In seiner Jugend war er Triathlet sowie Fallschirmspringer. Er studierte Zahnmedizin an der Universität Fribourg und der Universität Genf. Er legte 1966 das Staatsexamen in Genf ab und wurde 1980 an der Universität Zürich zum Thema Kieferorthopädische Befunde von 115 körperlich und geistig schwer behinderten Kindern unter besonderer Berücksichtigung von Mongolismus und Epilepsie promoviert.
Gottet betrieb eine eigene Zahnarztpraxis in Bremgarten und praktizierte bis ins hohe Alter, auch dann noch, als seine Tochter und deren Ehegatte die Praxis mit Labor längst übernommen hatten. Als Spezialist für die Zahnbehandlung geistig und körperlich behinderter Menschen leistete er Pionierarbeit.
Gottet ist Mitbegründer der Spitex Bremgarten sowie der Schweizerischen Gesellschaft für Alters- und Special-Care-Zahnmedizin (SSGS) und deren Periodikum Participation, das während seiner langen Präsidentschaft regelmässig mit vielen Fachartikeln auch aus seiner Feder erschien.
Auch war Gottet 2005 Mitbegründer und bis zu seinem Tod Präsident des Vereins Projekt Synesius, benannt nach dem Schweizer Katakombenheiligen Synesius in der Stadtkirche Bremgarten. Unterstützt über Synesius wird unter anderem in Kenia, Nairobi, das St. Michael Education Centre und dessen Synesius Dispensary im dortigen Mathare-Mabatini-Slum. Mit St. Michael/Nairobi ist seit 2011 auch das im westlichen Kenia, nahe der Grenze zu Uganda gelegene zweite Synesius-Projekt verbunden, das im dortigen St. Lilly-Nikki Education Centre integrierte Synesius Dispensary in Lwanda/Bungoma. In den beiden Schulen werden das ganze Jahr hindurch ca. 300 Schülerinnen und Schüler unterrichtet und verpflegt. Die Dispensaries stehen nicht nur den Schülern, sondern der ganzen bedürftigen Bevölkerung offen. Der Verein gibt jährlich eine Zeitschrift heraus, die Augenblicke, die mehrheitlich mit Artikeln aus der Feder von Stephan Gottet gefüllt sind.
Vor seinem Tod am 24. Juli 2024 beschäftigte sich Gottet vor allem mit dem Verfassen neuer Bücher und den dazugehörenden Reisen in alle Welt. Gottet war Mitglied der Winckelmann-Gesellschaft und im Besitz eines Teils des Nachlasses von dem deutschen Maler John Elsas.

## Veröffentlichungen
Gottet ist Autor zahlreicher Artikel in Augen-Blicke, dem Mitteilungsblatt des Synesius-Hilfswerkes, und mehrerer Bücher, die er alle in seinem Verlag nach(t)gedanken, Bremgarten, herausgegeben hat:
- mit Al Imfeld et al.: Sind wir alle Slumbewohner? Eindrückliche Bilder aus den Slums Nairobis. nach(t)gedanken, Bremgarten 2014, ISBN 978-3-03304695-5 (nach-t-gedanken.ch).
- Heilige Haine. Mythische Tonfiguren Südindiens. nach(t)gedanken, Bremgarten 2016, ISBN 978-3-03305536-0 (nach-t-gedanken.ch).
- Molo Audace. 101 Fragmente zur Entwicklungszusammenarbeit. nach(t)gedanken, Bremgarten 2022, ISBN 978-3-03308805-4 (nach-t-gedanken.ch).
- Hinführung. In: Eva Hofstetter: Der Fischteller-Code. Schwabe Verlag, Basel 2021, ISBN 978-3-7965-4067-7, S. 8 ff.